# Аналітичний реагент

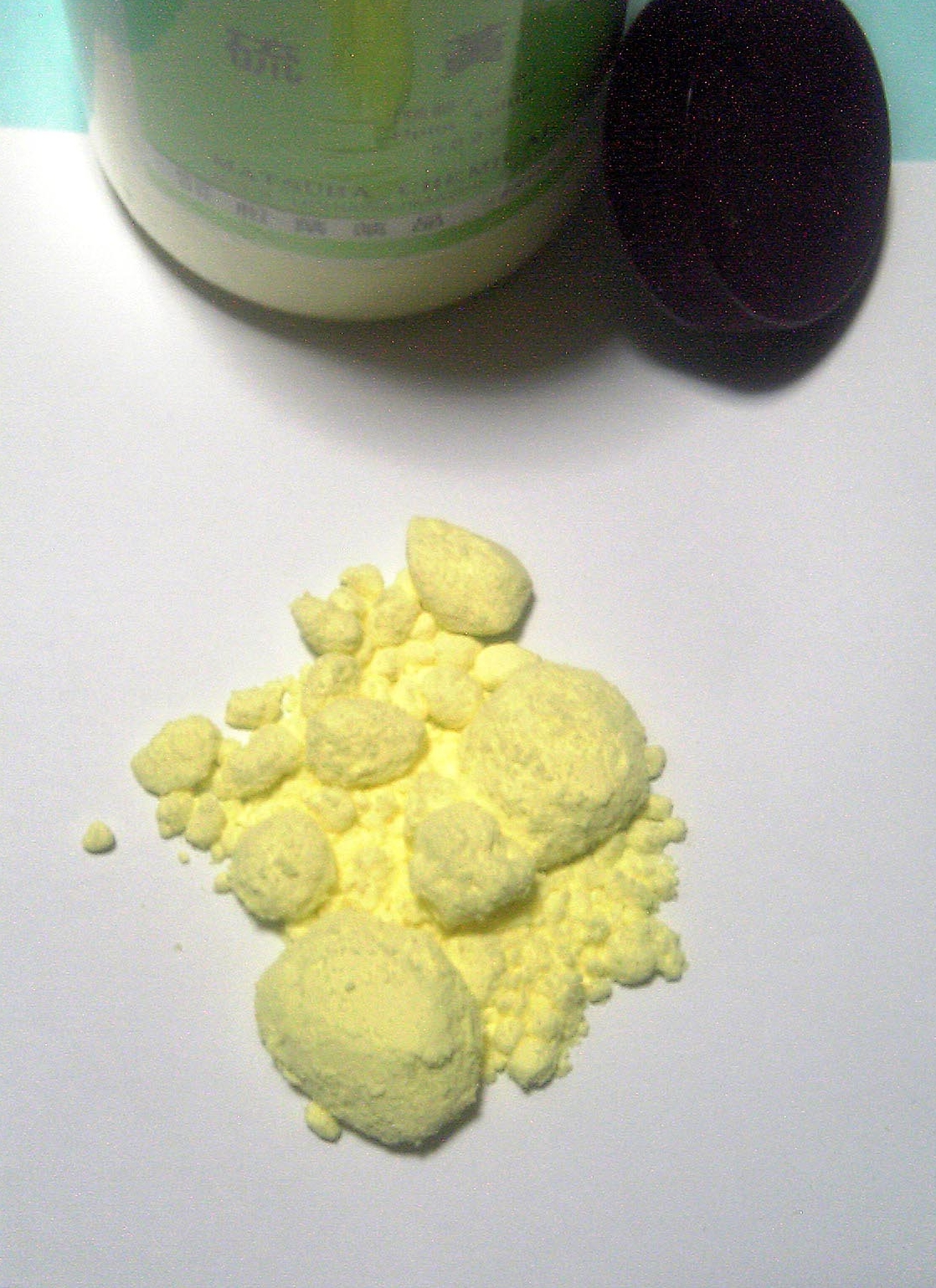
Такі реагенти, як сірка (на фото), є вихідними речовинами, які використовуються в хімічних реакціях.

У хімії реагент (або аналітичний реагент) — це речовина або сполука, яка додається до системи з метою викликати хімічну реакцію або перевірити, чи відбувається така реакція. Терміни "реагент" і "реагент" часто використовуються як синоніми, проте реагент визначає речовину, що споживається під час хімічної реакції. Розчинники, хоча й беруть участь у механізмі реакції, зазвичай не називаються реагентами. Аналогічно, каталізатори не витрачаються в результаті реакції, тому вони не є реагентами. У біохімії, зокрема в контексті реакцій, що каталізуються ферментами, реагенти часто називаються субстратами.

## Визначення

### Органічна хімія
В органічній хімії термін «реагент» позначає хімічний інгредієнт (сполуку або суміш, зазвичай неорганічних або малих органічних молекул), який додається для викликання бажаного перетворення органічної речовини. Приклади таких реагентів включають реактив Коллінза, реактив Фентона та реагенти Гріньяра.

### Аналітична хімія
В аналітичній хімії реагент — це сполука або суміш, яка застосовується для виявлення присутності або відсутності іншої речовини, наприклад, за зміною кольору, або для вимірювання концентрації речовини, наприклад, за допомогою колориметрії. Приклади таких реагентів — реактив Фелінга, реактив Мійона та реактив Толленса.

## Комерційні або лабораторні препарати
У комерційних або лабораторних продуктах термін "реактивний клас" означає хімічні речовини, що відповідають стандартам чистоти, необхідним для забезпечення наукової точності та надійності під час хімічного аналізу, реакцій або фізичних тестів. Такі стандарти чистоти визначаються організаціями, такими як ASTM International або Американське хімічне товариство. Наприклад, вода реагентної якості повинна містити мінімальні рівні домішок, зокрема іонів натрію, хлоридів, діоксиду кремнію, бактерій, а також мати високий питомий електричний опір. Лабораторні матеріали з нижчим рівнем чистоти, які є доступнішими та придатними для менш вимогливих завдань, часто позначаються як технічні, практичні або необроблені, щоб відрізнити їх від продуктів реактивного класу.

## Біологія
У біології біотехнологічна революція 1980-х років стала можливою завдяки створенню реагентів, які дозволяли ідентифікувати та маніпулювати хімічними сполуками в клітинах і на їхній поверхні. [1] [2] До таких реагентів належали антитіла (як поліклональні, так і моноклональні), олігонуклеотиди, різноманітні модельні організми, імморталізовані клітинні лінії, а також реагенти й методи, розроблені для молекулярного клонування та реплікації ДНК, серед інших інновацій. [2] [3]

### Інструментальні суміші
Інструментальні сполуки становлять важливий клас реагентів у біології. Це невеликі молекули або біохімічні речовини, наприклад, siRNA чи антитіла, які впливають на певну біомолекулу, наприклад, на ціль для лікарських засобів. Хоча самі по собі вони зазвичай не мають практичного застосування, ці сполуки часто слугують початковою точкою у процесі розробки нових ліків.
Проте багато природних речовин проявляють активність у майже будь-якому дослідженні, де їх тестують, що робить їх непридатними для використання як інструментальних сполук. Такі речовини хіміки-медики відносять до інтерференційних сполук. Одним із прикладів є куркумін.

## Дивіться також
- Флакон з реагентом
- Підкладка
- Усі сторінки, що містять «Аналітичний реагент» у назві

- Вікісховище має мультимедійні дані за темою: Аналітичний реагент
- Визначення терміна «reactant» у Вікісловнику